# Лавка дурных снов
«Лавка дурных снов» (англ. The Bazaar of Bad Dreams) — восьмой сборник рассказов американского писателя Стивена Кинга, опубликованный 3 ноября 2015 года.

## Перевод названия
В названии сборника Кинг использовал достаточное редкое слово «Bazaar», которое можно перевести как «Базар», «Рынок типа восточного», «Универмаг» или «Благотворительная ярмарка».

## Рассказы, вошедшие в сборник
В состав сборника вошли 15 рассказов, 3 повести («Миля 81», «Ур» и «Билли „Блокада“») и 2 стихотворения («Храм из костей» и «Томми»). В основном сборник содержит произведения в жанре драмы и реализма («Бэтмен и Робин вступают в перебранку», «Герман Вук ещё жив»), но есть и произведения в жанре ужасов («Миля 81», «Маленький зелёный божок агонии»), мистики («Гадкий мальчишка», «Некрологи») и фантастики («Ур», «Загробная жизнь»).
| № | Название                             | Англ. название                       | Год  | 1-я публикация                                                      |
| --- | ------------------------------------ | ------------------------------------ | ---- | ------------------------------------------------------------------- |
| 1 | Миля 81                              | Mile 81                              | 2011 | Mile 81 (электронная книга, 2011)                                   |
| На 81-й миле автострады Мэн—Тернпайк около заброшенной зоны отдыха останавливается покрытый грязью микроавтобус, который на самом деле является внеземным существом, поедающим людей.                                                                     |                                      |                                      |      |                                                                     |
| 2 | «Гармония премиум»                   | Premium Harmony                      | 2009 | The New Yorker (ноябрь 2009)                                        |
| Отправившись на день рождения своей племянницы, Рэй и Мэри Беркетты заезжают за подарком для нёё в магазин «Walmart» в Касл-Роке, где Мэри внезапно умирает от сердечного приступа.                                                                       |                                      |                                      |      |                                                                     |
| 3 | Бэтмен и Робин вступают в перебранку | Batman and Robin Have an Altercation | 2012 | Harper’s (сентябрь 2012)                                            |
| Сандерсон и его отец, страдающий болезнью Альцгеймера (при этом хранящий единственное воспоминание о Хэллоуине, на который он и его сын нарядились Бэтменом и Робином), после очередного традиционного обеда в ресторане попадают в автомобильную аварию. |                                      |                                      |      |                                                                     |
| 4 | Дюна                                 | The Dune                             | 2011 | Granta (осень 2011)                                                 |
| Пожилой судья в отставке Харви Бичер рассказывает своему юристу о своих частых поездках на остров, на котором находится дюна. Бичер признаётся юристу, что на этой дюне возникают имена людей, которые скоро уйдут из жизни.                              |                                      |                                      |      |                                                                     |
| 5 | Гадкий мальчишка                     | Bad Little Kid                       | 2014 | Sale Gosse/Böser Kleiner Junge (фр./нем.) (электронная книга, 2014) |
| Волонтёр церкви Джордж Халлас, приговорённый к смертной казни за убийство 6-летнего мальчика, рассказывает своему адвокату Леонарду Брэдли, из-за чего он совершил убийство «гадкого мальчишки».                                                          |                                      |                                      |      |                                                                     |
| 6 | Смерть                               | A Death                              | 2015 | The New Yorker (март 2015)                                          |
| Действие рассказа разворачивается в 1889 году на Территории Дакота. В рассказе описываются арест, суд и казнь Джима Трусдейла (сына владельца ранчо) за преступление, которого он не совершал.                                                            |                                      |                                      |      |                                                                     |
| 7 | Храм из костей                       | The Bone Church                      | 2009 | Playboy (ноябрь 2009)                                               |
| Посетитель бара рассказывает своему собутыльнику историю обречённой экспедиции по джунглям безымянной земли, из которой вернулись не все. |                                      |                                      |      |                                                                     |
| 8 | Моральные принципы                   | Morality                             | 2009 | Esquire (июль 2009)                                                 |
| Чад и Нора Каллахэны, страдающие от финансовых трудностей и отсутствия работы, соглашаются за очень солидную сумму выполнить «грех» частично парализованного священника Джорджа Уинстона.                                                                 |                                      |                                      |      |                                                                     |
| 9 | Загробная жизнь                      | Afterlife                            | 2013 | Tin House (июнь 2013)                                               |
| Офисный работник Уильям Эндрюс умирает и попадает в чистилище, где ему предстоит сделать выбор — либо прожить свою жизнь заново, либо исчезнуть навсегда.                                                                                                 |                                      |                                      |      |                                                                     |
| 10 | Ур                                   | Ur                                   | 2009 | Ur (электронная книга, 2009)                                        |
| Преподаватель английского языка и страстный читатель Уэсли Смит покупает «Kindle», оказавшийся порталом в параллельные миры. |                                      |                                      |      |                                                                     |
| 11 | Герман Вук ещё жив                   | Herman Wouk Is Still Alive           | 2011 | The Atlantic (май 2011)                                             |
| В рассказе описываются два путешествия на автомобилях — Бренды и Джасмин (двух подруг) на отдых и Фила и Полин (бывших любовников) на фестиваль поэзии.                                                                                                   |                                      |                                      |      |                                                                     |
| 12 | Нездоровье                           | Under the Weather                    | 2011 | Full Dark, No Stars (переиздание, м/п, 2011)                        |
| Рекламного агента Брэда Франклина мучают ночные кошмары о смерти его жены Эллен, больной бронхитом. |                                      |                                      |      |                                                                     |
| 13 | Билли «Блокада»                      | Blockade Billy                       | 2010 | Blockade Billy (отдельное издание, 2010)                            |
| Пожилой бейсбольный тренер Джордж Грантем даёт мистеру Кингу интервью об игроке команды «Нью-Джерси Тайтанс» Уильяме Блейкли по прозвищу «Билли „Блокада“», имя которого было вычеркнуто из мировой истории бейсбола.                                     |                                      |                                      |      |                                                                     |
| 14 | Мистер Симпатяшка                    | Mister Yummy                         | 2015 | ранее не публиковался                                               |
| Пожилой гей Олли Франклин рассказывает об единственной встрече с парнем по прозвищу «Мистер Симпатяшка», который в последние годы жизни стал являться ему в виде аватара.                                                                                 |                                      |                                      |      |                                                                     |
| 15 | Томми                                | Tommy                                | 2010 | Playboy (март 2010)                                                 |
| В стихотворении описываются уникальное захоронение молодого хиппи, умершего от лейкемии, и дальнейшие судьбы его друзей. |                                      |                                      |      |                                                                     |
| 16 | Маленький зелёный божок агонии       | The Little Green God of Agony        | 2011 | A Book of Horrors (2011)                                            |
| Инвалид Эндрю Ньюсам, его помощник Дженсен, его прислуга (экономка Мелисса и медсестра Кэтрин Макдональд) и священник Райдаут сталкиваются с демоном в облике игрушечного мячика.                                                                         |                                      |                                      |      |                                                                     |
| 17 | В этом автобусе — другой мир         | That Bus Is Another World            | 2014 | Esquire (август 2014)                                               |
| Бизнесмен Уилсон, попав на такси в пробку, наблюдает за автобусом с очень странными пассажирами. |                                      |                                      |      |                                                                     |
| 18 | Некрологи                            | Obits                                | 2015 | ранее не публиковался                                               |
| Студент Майкл Андерсон получает работу в веб-журнале в отделе некрологов и первый же составленный им некролог оказывается пророческим. |                                      |                                      |      |                                                                     |
| 19 | Пьяные фейерверки                    | Drunken Fireworks                    | 2015 | Drunken Fireworks (аудиокнига, 2015)                                |
| Арестованный механик Олден Маккосланд рассказывает полицейским, как он и его мать каждое 4 июля устраивали битву фейерверков со своими богатыми соседями-итальянцами.                                                                                     |                                      |                                      |      |                                                                     |
| 20 | Летний гром                          | Summer Thunder                       | 2013 | Turn Down the Lights (2013)                                         |
| Выжившие в ядерной войне Питер Робинсон и его сосед Тимлин предпринимают попытки избежать смерти от радиации. |                                      |                                      |      |                                                                     |

## История создания
Летом 2014 года Стивен Кинг объявил в письме на своём официальном сайте, что, скорее всего, осенью следующего года будет издавать очередной сборник рассказов после публикации романа «Кто нашёл, берёт себе», второй части «Трилогии Билла Ходжеса».
Позже, в интервью газете «Toronto Sun», Кинг озвучил название сборника и рассказал, что он соберёт около 20 рассказов, и что «это должна быть достаточно толстая книга». В начале 2015 года Кинг заявил, что в сборник войдут рассказы «Гадкий мальчишка», «Смерть» и «Пьяные фейерверки», а также переработанная версия повести «Ур», изначально изданной в электронной версии для Amazon Kindle.
С момента публикации предыдущего сборника «После заката» (2008 год) прошло 7 лет, и за этот период Кингом было опубликовано в периодике и в качестве электронных книг немалое количество рассказов и повестей. Два рассказа, написанные Кингом в соавторстве с его старшим сыном Джо Хиллом — «Скорость» и «В высокой траве» — не вошли в сборник; также в сборник не вошёл рассказ «Лицо в толпе», написанный Кингом в соавторстве со Стюартом О'Нэном.